# ニチヨル!
『ニチヨル!』は、2014年10月27日（10月26日深夜）から青森放送で放送されている情報バラエティ番組である。毎週放送ではなく、月に1回のペースで放送されている。

## 概要
青森県出身の若い男女3人が、覆面をかぶった謎の人物「ヴェネチアンズ1号」の指示に従って「東京にある青森を探す」というコンセプトの深夜番組。第1回の指令は番組のオープニングを作るというもので、3人が同じく青森県出身のバンド「ond」（オンド）にテーマ曲作りを依頼する模様を放送した。その際に同バンドの曲も紹介していた。
視聴率は4.8%を記録しており、これによって2016年4月以降の番組継続が決定している。

## 放送時間
いずれも日本標準時。

### 通常放送
通常は下記の時間帯での放送となるが、編成上の都合によって変更される場合もある。
- 月曜 1:20 - 1:35 （日曜深夜、2014年10月27日 - 2015年2月23日）
- 月曜 1:25 - 1:40 （日曜深夜、2015年4月20日 - ）

### スペシャル回
番組初のスペシャル回『ニチヨル!スペシャル』は2015年12月26日（土曜） 14:30 - 15:00 に放送された。
2017年3月25日（土曜）14:00 - 14:30にも『ニチヨル!スペシャル』が放送された。

### スピンオフ番組
2016年3月から主に放送日の当夜にRABラジオにてスピンオフ番組『ニチヨル!ラジオ』を放送することがある。2016年3月～2017年3月までは日曜20:25～20:30に放送されていたが、2017年4月からは日曜24:00～24:10(月曜0:00～0:10)に放送されている。

## 出演者
- 黒島蓮 - MC。黒島が活動拠点を東海地区に移すことになり、レギュラーとしては2018年5月27日放送分をもって卒業。
- 村上麻美 - メンバーのまとめ役(2017年3月放送分で産休・育休に入った)。
- 春霞 - 番組開始時の出演メンバー[4][5]。
- 小西かほ - 春霞に替わって2015年から2016年まで出演。
- 渡邉幸愛 - SUPER☆GiRLSメンバー。2016年12月18日放送分から出演。レギュラーになる前（2016年8月放送分）に1度ゲストとして出演している。
- 志村理佳 - 当時のSUPER☆GiRLSメンバー。2017年5月14日放送分から出演（村上麻美の産休・育休の期間中を含む）。2018年6月でSUPER☆GiRLSを卒業のため、2018年5月27日放送分をもって卒業。
- 高田千尋 - ばーんのメンバー。2019年1月20日放送分から出演（村上麻美の産休・育休の期間中を含む）。
- ヴェネチアンズ1号

## スタッフ
- 企画・構成：川田哲也
- カメラ：中野森、神田隆
- 音声：中川望
- 衣装：佐野香織
- メイキング：佐藤幸治
- 編集：神田隆
- ディレクター：中野森
- チーフディレクター：川田哲也
- プロデューサー：小山田文泰
- 協力：Twinkle
- 制作協力：L-net
- 製作著作：RAB青森放送

## エンディングテーマ
- ond/キミウタ